# Charlotte von Sachsen-Hildburghausen

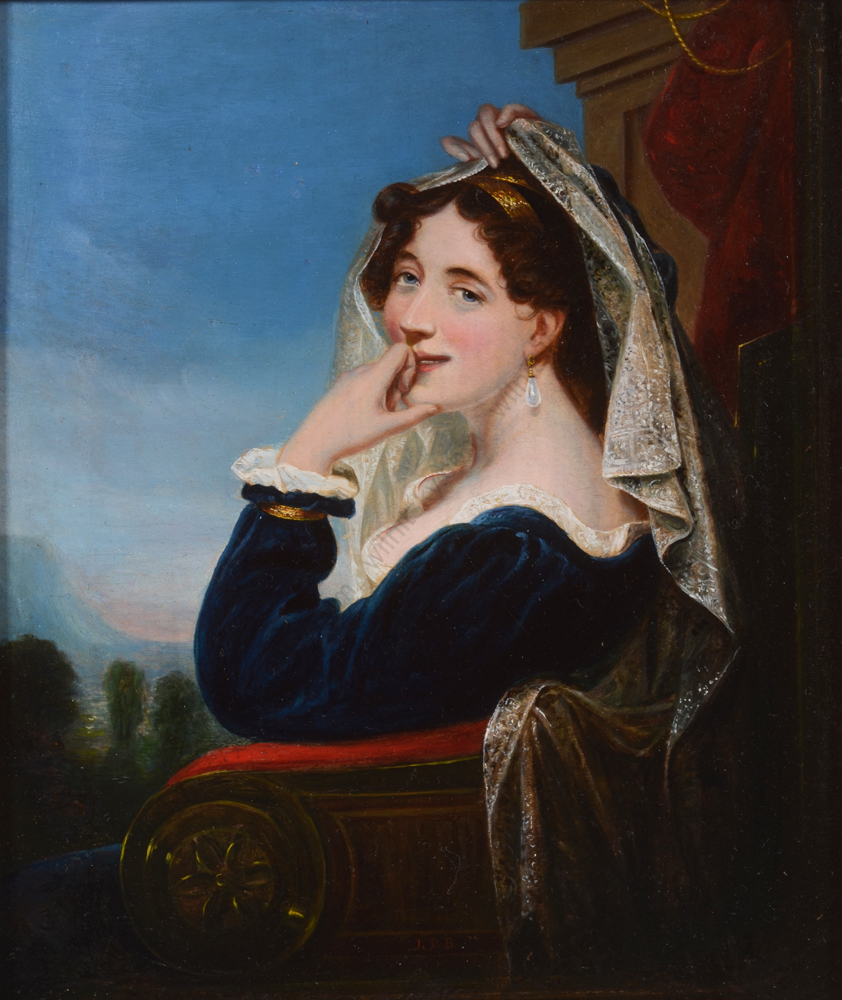
Charlotte als Prinzessin von Württemberg

Katharina Charlotte Georgine Friederike Sophie Therese von Sachsen-Hildburghausen (* 17. Juni 1787 in Hildburghausen; † 12. Dezember 1847 in Bamberg) war eine Prinzessin von Sachsen-Hildburghausen und durch Heirat Prinzessin von Württemberg, seitdem Prinzessin Paul von Württemberg genannt.

## Leben

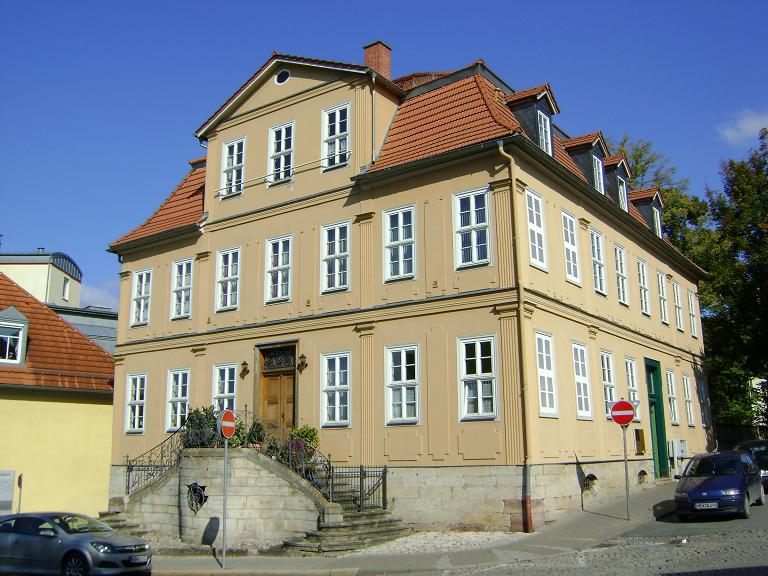
Hoheitshaus der Prinzessin Paul von Württemberg in Hildburghausen

Charlotte war die älteste Tochter des Herzogs Friedrich von Sachsen-Hildburghausen (seit 1826 Herzog von Sachsen-Altenburg) und dessen Gemahlin Charlotte von Mecklenburg-Strelitz. Damit gehörte sie dem Haus Sachsen-Hildburghausen an. Eine ihrer Taufpaten war Zarin Katharina II. Mit ihren Schwestern Therese und Luise galt sie als sehr schön; Friedrich Rückert widmete den Prinzessinnen sein Gedicht Mit drei Moosrosen.
Am 28. September 1805 heiratete sie in Ludwigsburg Prinz Paul von Württemberg. Das Paar lebte 1807 bis 1810 auf dem Apanageschloss des Prinzen Großcomburg. Nachdem Charlotte fünf Kinder geboren hatte, trennte sich das Paar im Jahr 1818. Eine Ehescheidung wurde durch den König von Württemberg abgelehnt. Sie ging zurück nach Hildburghausen, wo sie 1827 Eigentümerin des von Prinz Eugen erbauten sogenannten Hoheitshauses wurde. Hier wurde sie oft von ihrer ältesten Tochter besucht, zu der sie ein enges Verhältnis hatte, ebenso wie zu ihrem Bruder Friedrich, der nach Charlottes Tod Hildburghausen verließ.
Zusammen mit zwei ihrer Hofdamen machte sie sich um die Armenversorgung in Hildburghausen verdient. Sie starb auf dem Residenzschloss in Bamberg und ist in der Gruft des württembergischen Hauses in Ludwigsburg bestattet.
Eine 1806 von Johann Heinrich Dannecker gefertigte Büste der damals 19-jährigen Prinzessin wurde 2010 für das Stadtmuseum Hildburghausen erworben.

## Nachkommen
- Charlotte (1807–1873), später Großfürstin Helene Pawlowna ⚭ 1824 Großfürst Michael Pawlowitsch (1798–1849)
- Friedrich (1808–1870) ⚭ 1845 Katharina von Württemberg (1821–1898), Tochter von König Wilhelm I. von Württemberg
- Karl (1809–1810)
- Pauline (1810–1856) ⚭ 1829 Herzog Wilhelm von Nassau (1792–1839)
- August (1813–1885)